# تلف الدماغ المتعلق بالكحول
تلف الدماغ المتعلق بالكحول
تلف الدماغ المتعلق بالكحول هو التلف الذي يحدث في هيكل الدماغ أو في وظيفة مركز الجهاز العصبي نتيجة لتأثيرات عصبية مباشرة تحدث بسبب سموم الكحول ويتأثر الفص الجبهي وهي المنطقة الأكثر تضررا في أدمغة مدمني الكحول، كما تتأثر مناطق أخرى من الدماغ بنسبة أقل. إن الضرر الذي يحدث من الإفراط في شرب الخمر هو ارتفاع مستوى الكحول في الدم والذي يسبب ضعف في الحكم واتخاذ القرارت ومهارات التواصل الاجتماعي كما تتسبب في تفاقم الإدمان وذلك عن طريق التدهور أو الاندفاع وعدم السيطرة السلوكية. مشاكل إدمان الكحول معروفة، كاضطراب الذاكرة وأمراض الكبد وارتفاع ضغط الدم وضعف العضلات ومشاكل في القلب وفقر الدم وانخفاض المناعة واضطرابات في الجهاز الهضمي ومشاكل في البنكرياس وكذلك الاكتئاب والبطالة والمشاكل العائلية بما في ذلك إساءة معاملة الأطفال. في الآونة الأخيرة ركز الاهتمام بشكل متزايد لتوعية الشباب من تعاطي الكحول فمنهم المراهقين والبالغين فتسبب لمهم التغيرات الكيميائية العصبية وتلف الدماغ بعد فترة قصيرة من الزمن نسبياً على والضرر يكون واضح جداً خاصة في منطقة corticolimbic وهذا التلف يزيد من خطر تقلبات المزاج والقدرات المعرفية ويزيد من خطر الإصابة بالخرف إضافة إلى أن الشخص الذي يشرب بنهم يكون عرضة للإصابة بإدمان الكحول المزمن. 
يعتبر الأفراد المتسرعون أكثر عرضة للإدمان بسبب ضعف السيطرة على السلوك وزيادة الإحساس والسعي لإثبات السلوك. تعاطي الكحول خاصة في مرحلة المراهقة يسبب أو يجعل الوظائف التنفيذية في الفص الجبهي أكثر سوءاَ وهذا التلف الذي يسببه الكحول في الواقع يزيد من الاندفاع وبالتالي يتفاقم الإدمان مع أخذ فترات طويلة في تكوين الخلايا العصبية التي تضررت بسبب الإساءة في استخدام الكحول.
العلامات والأعراض:
يسبب تلف الدماغ المتعلق بالكحول كمية كبيرة من عاهات الوظائف التنفيذية بما في ذلك ضعف الحكم وإضعاف التأثير وضعف البصر والانقطاع عن المجتمع والاكتئاب وانخفاض الدافعية والتشتت وعدم الانتباه والعجز في السيطرة على الانفعالات.
أسبابه:
فساد في الخلايا الداكنة إضافة إلى ذلك تثبيط تكاثر الخلايا الجذعية العصبية الدماغية والخلايا العصبية هي من بين أسباب تلف الدماغ المتعلق بالكحول. زيادة كثافة الدبقية يحدث أيضا مع مدمني الكحول والذي هو دليل على التنكس العصبي. هذه الزيادات في الخلايا الدبقية الصغيرة تستمر حتى بعد الامتناع عن الكحول وفقا لدراسة أجريت على حيوانات. الأشخاص الذين يعانون من اضطرابات تعاطي الكحول أيضاً يظهر لهم تعبيرعن زيادة التهابات السايتوكاين وبروتين الخلايا الدبقية الصغيرة. 
المراهقين بطبيعة الحال هم في خطر متزايد بسبب تعاطي الكحول لأنهم يكونون في هذه الفترة مندفعين المشاعر والأحاسيس مما يؤدي إلى تناول كمية أكبر من الكحول وتواتر حفلات حلقات الشرب إضافة إلى ذلك فإن أدمغة المراهقين النامية أكثر عرضة للأثار السمية العصبية بشكل ملحوظ بسب تعاطي الكحول ويبدو أيضاً أن هناك خطر وراثي لالتهاب السايتوكاين بواسطة تلف الدماغ المتعلق بالكحول. هناك أدلة على أن المتغيرات من هذه الجينات ليست تشارك في المساهمة في تلف الدماغ وحسب بل تشارك أيضاً في الاندفاع وتعاطي الكحول وكل ثلاثة من هذه الصفات الوراثية تسهم بشكل كبير في اضطراب تعاطي الكحول.
التحفيز الزائد وإشعاله:
الأشخاص الذين يشربون المشروبات الكحولية التي تحتوي على ديتوكسفكيشن متعدد بنهم يعانون من مشاكل في مراقبة السلطة التنفيذية الحساسة لخلل في قشرة الفص الجبهي. وتشير الدراسات على الحيوانات إلى أن الانسحابات المتكررة ترتبط مع عدم القدرة على تعلم معلومات جديدة.